# Walter Cavalcante
Walter Lima Frota Cavalcante (Crateús, 23 de fevereiro de 1956) é um político brasileiro. Foi vereador de Fortaleza, presidente da Câmara Municipal de Fortaleza e deputado estadual pelo Ceará.

## Carreira política
Foi vereador pelo município de Fortaleza por 6 mandatos consecutivos, entre os anos de 1997 a 2015, foi presidente da câmara municipal de Fortaleza no biênio 2013-2014, sendo eleito em 2014 a deputado estadual do Ceará pelo Movimento Democrático Brasileiro (MDB) com 33 094 votos e reeleito em 2018 com 33 160 votos.
Nas eleições de 2020 foi candidato a vice-prefeito de Fortaleza na chapa do também deputado Heitor Ferrer, ficando em Quarto lugar com 4,93%, ou seja, 63.199 votos. 
Perdeu a disputa pela reeleição em 2022.
Em 2023, assumiu o cargo de Assessor Especial de Assuntos Institucionais no Governo do Estado do Ceará.